# Hoa Dung, Ngạc Châu
Hoa Dung (chữ Hán giản thể: 华容区, Hán Việt: Hoa Dung khu) là một quận thuộc địa cấp thị Ngạc Châu (鄂州市), tỉnh Hồ Bắc, Cộng hòa Nhân dân Trung Hoa. Quận này có diện tích 459 km2, dân số năm 2004 là 240.000 người. 

## Hành chính
Hoa Dung được chia ra làm 6 đơn vị hành chính cấp hương, bao gồm 4 trấn và 2 hương. Ngoài ra quận này còn quản lí 1 đơn vị ngang cấp hương khác.
- Trấn: Hoa Dung (华容镇), Cát Điếm (葛店镇), Miếu Lĩnh (庙岭镇), Đoạn Điếm (段店镇)
- Hương: Lâm Giang (临江乡), Bồ Đoàn (蒲团乡)

Đơn vị ngang cấp hương khác
- Khu khai phát Cát Điếm (葛店开发区)